# 取手市消防本部
取手市消防本部（とりでししょうぼうほんぶ）は、茨城県取手市の消防部局（消防本部）。管轄区域は取手市全域。地震や特殊災害に対応した多種災害訓練施設を所有する数少ない消防本部である。

## 概要
- 消防本部：茨城県取手市井野1264-1
- 管内面積：69.96km2
- 職員定数：195人
- 消防署5カ所
- 主力機械（2019年4月1日現在）
  - 普通消防ポンプ自動車：4
  - 水槽付消防ポンプ自動車：3
  - はしご付消防自動車：1
  - 化学消防自動車：1
  - 救急自動車：6
  - 指揮車：5
  - 救助工作車：1
  - 小型動力ポンプ積載車：1
  - 広報車：1
  - 重機搬送車：1
  - 資機材搬送車：1
  - 連絡車：5
  - 査察指導車：1
  - 救急普及啓発車：1

【主力機械に関する参考文献：令和元年版　取手市消防本部消防年報】

## 沿革
- 1968年4月1日 - 取手町消防本部を開設する。
- 1970年5月 - 藤代町消防本部を開設する。
- 1970年10月1日 - 市制を施行し取手市となる。取手市消防本部に改称する。
- 1975年 - 取手市消防署戸頭分署（現：戸頭消防署）を開設する。
- 1981年 - 取手市消防署吉田分署（現：吉田消防署）を開設する。
- 1993年4月 - 藤代南消防署（現：宮和田消防署）を開設する。
- 2005年3月28日 - 北相馬郡藤代町を編入合併する。藤代町消防本部を統合し、藤代消防署を椚木消防署に、藤代南消防署を宮和田消防署へ改称。
- 2010年4月1日 - 宮和田消防署を椚木消防署宮和田出張所に改組。[1]

## 組織
- 本部 - 総務課、予防課、警防課、指令課
- 消防署

## 消防署
| 消防署     | 住所       | 出張所                       |
| ---------- | ---------- | ---------------------------- |
| 取手消防署 | 井野1264-1 | なし                         |
| 戸頭消防署 | 戸頭4-20-1 | なし                         |
| 吉田消防署 | 吉田545-1  | なし                         |
| 椚木消防署 | 椚木950-1  | 宮和田出張所（宮和田1782-1） |

## 不祥事
- 2019年12月2日 - 戸頭消防署の消防司令補（45歳）が、医療機関で救急救命士として実習中だった2019年9月に、男性患者のレントゲン写真を携帯電話で無断撮影し、LINEのグループトークに投稿したとして、市消防本部は12月2日、消防司令補を停職（1ヵ月）の懲戒処分とした。グループトークは消防司令補を含む戸頭消防署職員8人で構成されていた[2]。